# Bank of America Plaza (Los Angeles)
Bank of America Plaza (precedentemente noto come Security Pacific Plaza) è un grattacielo di Los Angeles, in California.
È stato completato nel 1974, diventando la sede della Security Pacific National Bank e della Sheppard, Mullin, Richter & Hampton. È il quinto grattacielo più alto di Los Angeles. Dall'apertura fino al 1992 l'edificio aveva il logo della Security Pacific National Bank, poi rimosso e sostituito in seguito all'acquisto della banca da parte della Bank of America.
Il grattacielo sorge su un territorio di 17.000 m² che ha un giardino con oltre 200 alberi e tre cascate di 7,3 metri d'altezza. Di fronte alla entrata principale è presente una scultura alta 13 metri realizzata da Alexander Calder dal nome Four Arches.